# Magistrat de Bruxelles
Pour les articles homonymes, voir Magistrat (homonymie).

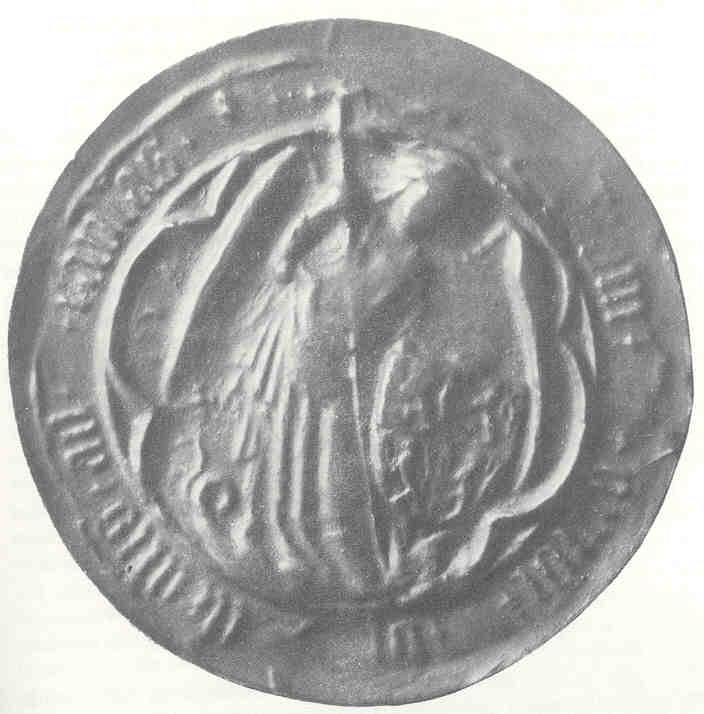
Sceau du Magistrat de Bruxelles vers 1400.

Le Magistrat de Bruxelles désigne l'ensemble des titulaires de fonctions politiques liées à la gestion de la ville de Bruxelles, tous pouvoirs confondus, tels qu'institués du XIIIe siècle à 1795 - soit la période où la ville relevait du duché de Brabant.

## Cadre historique

### LeXIIIesiècle
Le XIIIe siècle est la période où les villes s'émancipent du pouvoir ducal.
Le premier cadre juridique du magistrat de Bruxelles est d'ailleurs la Charte de Bruxelles ((nl)Stadskeure van Brussel) octroyée par Henri Ier de Brabant en 1229 qui institue, entre autres, les fonctions d'amman et d'échevins.

### 1794-1795: l'occupation française
Après avoir remporté la bataille de Fleurus contre les Impériaux le 26 juin 1794, les armées de la République Française occupent l'ensemble des Pays-Bas et de la principauté de Liège ainsi que d'autres territoires du Saint-Empire jusqu'à la rive gauche du Rhin.
Le commandement militaire sur les anciens Pays-Bas est confié au général Ferrand.
Le 24 fructidor de l'an II (10 septembre 1794) les représentants du peuple Briez et Haussmann nomment un nouveau magistrat dont la structure reste pareille à celle de l'ancien régime si ce n'est l'augmention du nombre des mandats d'échevin et qui est formé de l'amman, du lieutenant amman, d'un bourgmestre, de douze échevins, d'un bourgmestre des nations, de six conseillers des nations, de deux pensionnaires, d'un surintendant et d'un receveur du canal et de quatre greffiers.

### 1797: cession officielle des Pays-Bas à la France, par l'Empereur
L'année 1795 est celle de l'occupation du territoire par la France jusqu'au traité de Campoformio du 18 octobre 1797 par lequel l'Empereur François II, dernier duc de Brabant, cède officiellement et à perpétuité sa souveraineté sur ses provinces des Pays-Bas autrichiens à la République Française, date où elles deviennent officiellement en droit international territoire français. La République Française institue la souveraineté nationale et la séparation des pouvoirs. Désormais le pays est dirigé par des lois votées démocratiquement dans une assemblée nationale bicamérale élue au suffrage censitaire (Conseil des Anciens et Conseil des Cinq-Cents) formée des représentants de la Nation qui mettent en place pour l'ensemble du territoire français un nouveau découpage territorial et une nouvelle architecture administrative qui est restée dans ses grandes lignes inchangée jusqu'au XXe siècle en Belgique. Plusieurs bruxellois firent partie des assemblées nationales à Paris comme : Charles-Lambert Doutrepont ou Martin Féry, professeur de philosophie à l'université de Louvain, franc-maçon, élu l'an IV député au Conseil des Cinq-Cents.
Le mot bourgmestre disparait et Bruxelles est désormais dirigée par un maire nommé par le pouvoir central à Paris. Le titre de bourgmestre revient en 1815 sous le royaume uni des Pays-Bas, et est encore en usage de nos jours, mais la fonction qu'il recouvre est très différente et son pouvoir est uniquement exécutif.
Les bourgmestres d'ancien régime sont l'émanation de la bourgeoisie bruxelloise, et cumulent les trois pouvoirs, exécutif, législatif, judiciaire, et les pouvoirs économique et militaire ; ils sont indépendants du pouvoir central (les ducs de Brabant).

## L'administration de Bruxelles
La Magistrature de Bruxelles se composait de la façon suivante.
Ces magistrats cumulaient les trois pouvoirs législatif, exécutif et judiciaire ; ils administraient la commune, levaient et répartissaient les impôts et étaient également les chefs militaires.

### L’amman
L'amman est un membre du Magistrat, nommé par le duc et dont il représente et assure le pouvoir judiciaire, au sens très large où il s'entendait à l'époque où il combinait les fonctions de chef de la police, de procureur, de juge, de responsable des prisons...
La plus ancienne nomination connue pour un amman à Bruxelles remonte à 1125, soit avant même l'apparition du duché de Brabant. À cette époque les fonctions judiciaires étaient détenues par le vicomte - voir comté de Bruxelles. Le caractère héréditaire du titre et donc du pouvoir qui en découlait, privait les ducs du droit de nomination à ce poste important. Ils valorisèrent donc l'ancienne fonction d'amman, dont ils pouvaient contrôler le détenteur.
En 1334 l'ammanie de Bruxelles s'étendait sur Bruxelles et six "mairies" : Vilvorde, Kampenhout, Rhode-Saint-Genèse, Asse, Merchtem et Kapelle-op-den-Bos.
Un lieutenant-amman est institué à partir de 1419, pour seconder et remplacer l'amman.
Au XVIe siècle, l'amman hérite des fonctions dévolues de longue date au vicomte ou au châtelain de Bruxelles. Ce titre ne relevait pas de la noblesse mais correspondait à une charge héréditaire dont l'objectif était la garde de la ville. Au XVIe siècle, donc cette charge fut répartie entre l'amman, pour les fonctions de police, et les gouverneurs militaires. Le titre, vidé de toute charge, s'est néanmoins perpétué jusqu'à la fin de l'ancien régime. Le 37e et dernier vicomte de Bruxelles fut Léopold van der Gracht, né en 1786.

### Le surintendant du canal
Dès 1550 un surintendant est nommé pour superviser les travaux de creusement du canal de Willebroeck - qui sera inauguré en 1561. Le premier titulaire est Jean de Locquenghien, membre du Lignage Sleeuws, précédemment échevin et bourgmestre de la ville ; il restera en charge jusqu'à sa mort en 1574. Le surintendant était chargé de la gestion de l'exploitation du canal.

### Trois secrétaires
Dans les villes du duché de Brabant, la charge de secrétaire de la ville consistait à gérer la chancellerie et les tâches administratives. Dans les grandes villes, cette charge était souvent confiée à un juriste ou une personnalité de premier plan dans les lettres.
La ville de Bruxelles quant à elle avait simultanément trois secrétaires.

### Trois greffiers
La ville de Bruxelles avait trois greffiers.

## Législatures

### Désignation du magistrat
Le magistrat de Bruxelles était renouvelé à la Saint-Jean d'été, c'est-à-dire le 24 juin, suivant la "keuse" se déroulant aux ides de juin, soit le 13 juin.

### Anomalies
Il est intéressant de relever les anomalies de la succession régulière des mandats et des législatures.
- Le 13 mars 1477 les receveurs et conseillers sont remplacés par seize maîtres de la police. Ce fut, semble-t-il, une mesure transitoire, puisque de nouveaux Receveurs sont désignés dès 1480 et de nouveaux Conseillers dès 1481.
- En 1488, les Receveurs et Conseillers sont à nouveau temporairement remplacés par seize Maîtres de la police.
- Les Receveurs de la législature 1490-1491 sont reconduits (en juin) pour la législature 1491-1492, mais sont remplacés le 1er décembre 1491.
- En 1523, cinq Receveurs supplémentaires nommés à la demande des Nations.
- À la suite de la dissolution du magistrat, le marquis de Prié nomme le nouveau magistrat qui entre en fonction le 25 mai 1717[13]
- Le Magistrat rénové les 23 juin 1788-1789-1790.

## Partage du pouvoir entre Lignages et Nations
Jusqu'en 1421, ces fonctions étaient exclusivement attribuées à des membres des Lignages de Bruxelles, c'est-à-dire à l'aristocratie de la ville. Au-delà, à la suite de la révolte de 1421, elles furent partagées avec des membres des Nations de Bruxelles, c'est-à-dire des cadres dirigeants des corps de métiers et négoces.
La suprématie des Lignages de Bruxelles était fondée sur une communauté d'intérêt qu'elle partageait avec la dynastie ducale de Brabant. « La suprématie rarement menacée des milieux lignagers bruxellois, assise sur une communauté d'intérêts avec une dynastie ducale d'une continuité remarquable, encouragée par les moyens financiers dont disposait le patriciat pour satisfaire aux besoins d'argent des ducs, forgea la suprématie de la ville dans le duché. Elle explique l'analyse de la situation à laquelle se livrèrent les envoyés de Philippe le Hardi, à la fin du XIVe siècle. Après quelques années de négociations en vue d'assurer au duc de Bourgogne ou à un membre de sa famille, la succession de la duchesse Jeanne, les envoyés d'abord tiraillés entre les opinions divergentes et sans doute très partiales des secrétaires de la duchesse, dont l'un soutenait Bruxelles et l'autre était favorable à l'ancienne première ville, Louvain, finirent par recommander au duc de se concilier les bonnes grâces du Magistrat de Bruxelles. Cette ville, disaient-ils, était plus puissante que les autres ; sa faveur suffirait à emporter une décision au bénéfice du duc de Bourgogne, les autres villes n'ayant que peu de poids. »
À leur première fonction civile et judiciaire correspondait leur rôle d'échevins c'est-à-dire de juges et d'administrateurs de la ville ; à leur seconde fonction militaire correspondait leur rôle de chefs des milices et de la cavalerie urbaines puis de capitaines des gardes bourgeoises ; à leur troisième fonction correspondait leur rôle dans le développement économique et leur service pour le bien-être de la population en tant que dirigeants de la Suprême Charité, fondateurs et gestionnaires d'hôpitaux, d'hospices et d'institutions de bienfaisance ainsi qu'en tant que Doyens et Octovirs de la Chambre de Commerce appelée Gilde Drapière, Surintendants du canal de Bruxelles ou responsables des travaux et de l'embellissement public.
En 1306 eut lieu une sanglante révolte des Métiers qui avaient contraint les gens des Lignages à se réfugier dans la forteresse de Tervuren, puissant château fortifié des ducs de Brabant. Mais le duc de Brabant ayant pris fait et cause pour les Lignages, ceux-ci purent entreprendre une contre-offensive contre les Métiers qui furent vaincus près de Vilvorde la même année.
La victoire des Lignages est alors totale, mais précède une période de développement économique de la ville ; de plus, une paix civile entre Lignages et Nations s'imposait pour faire face aux menaces extérieures - voir, entre autres, les velléités du comte de Flandre lors de la Guerre de succession du Duché de Brabant. C'est dans ce contexte positif que dès 1356 et 1357, des tisserands et des foulons furent choisis parmi les échevins, et que dès 1359 des membres des métiers purent participer avec les Lignages au contrôle des comptes des receveurs.
En 1420, Philippe de Saint-Pol profite de la faiblesse et de l'absence du duc Jean IV de Brabant - son frère - et s'appuie sur les Nations pour s'imposer comme Ruwaard (nl) (régent) du Brabant. Les Lignages défendent la légitimité de Jean IV - dont ils tiennent leur propre pouvoir - et assiègent Bruxelles avec une troupe de 1500 cavaliers le 26 janvier 1421. En réaction, les Métiers s'emparent de la Grand-Place, assiègent le tout nouvel hôtel de Ville (1404), massacrent cinq membres des Lignages (dont Éverard, fils d'Éverard t'Serclaes) et en torturent vingt-et-un autres. Philippe de Saint-Pol établit un équilibre entre les deux parties par son édit du 11 février 1421 qui partage l'administration de Bruxelles entre les Lignages, possesseurs du sol et des libres alleux bruxellois et les Nations, représentants du pouvoir économique de la ville - revenu au pouvoir, Jean IV reconnaitra cet édit le 15 juillet suivant.
Concrètement, après installation du magistrat des Lignages, nommés par le duc, les doyens des corporations leur présentaient 49 candidats ; le bourgmestre des Lignages et les échevins choisissaient alors le bourgmestre des Nations et les six conseillers ainsi que cinq personnes parmi lesquelles les Nations pouvaient choisir à leur gré deux receveurs. Ces membres du magistrat des Nations prêtaient serment devant le bourgmestre et les échevins des Lignages. La suprématie des Lignages sur les Nations était donc doublement consacrées : d'une part le magistrat des Lignages nommait les magistrats issus des Nations et d'autre part le nombre de ceux-ci resta toujours inférieur au nombre de ceux-là. On notera de surcroît qu'il n'était pas exclu pour un membre des Nations de se faire reconnaitre a posteriori comme membre d'un Lignage. C'est le cas de Gabriel van Bemmel, nommé bourgmestre des Nations le 31 juillet 1590 et admis au sein du lignage Roodenbeke en 1598.

## Autonomie de la Ville à l'égard du Duc
Selon le droit en vigueur pour la Ville et la Cuve de Bruxelles, les Bruxellois n'avaient comme seuls dirigeants et autorités que les membres du magistrat de la ville : « Hors les cas dont la connaissance appartenait aux tribunaux dont nous venons de parler [N.B. : Conseil de Brabant, tribunal de la foresterie, etc.] les bourgeois et les habitants de Bruxelles ne reconnaissaient d'autre autorité que celle de leurs magistrats ; ceux-ci étaient juges au civil et au criminel, en même temps que législateurs, administrateurs et chefs militaires de la commune ; ils répartissaient les impôts et servaient d'intermédiaire entre le peuple et le souverain ». Cette autorité du magistrat s'entendait intra muros, à l'intérieur des murs de la Ville et sur tout le territoire de la cuve de Bruxelles ayant les mêmes droits que la ville.
Cette autonomie, pourtant, est toute relative pour trois raisons.
1. L'amman dont le pouvoir s'exerçait sur un territoire, l'ammanie, qui s'étendait au-delà des remparts et de la Cuve de Bruxelles, est et restera un représentant du duc, nommé par lui, et fut longtemps l'unique pouvoir qui pouvait faire contrepoids à la puissance toujours croissante des échevins des Lignages. Toutefois, dès le XIVe siècle, désireux de ménager ceux-ci, les ducs choisirent presque toujours ce fonctionnaire parmi les membres des Lignages qui purent ainsi consolider leur position dominante[17]. Dès l'époque bourguignonne, l'ensemble du magistrat de Bruxelles, Lignages et Nations confondus, qui étaient tous unis avec acharnement pour défendre les immunités et les libertés communales[18], se rallièrent contre les ammans. C'est ainsi que l'amman dont le devoir consistait à soutenir et défendre les droits et les prérogatives du souverain, se trouvait perpétuellement en lutte avec le reste du magistrat de Bruxelles[19]. Finalement le Magistrat de Bruxelles l'emporta dans ce conflit d'autorité et le pouvoir de l'amman fut bientôt raboté et diminué puis réduit à un simple rôle de police, même si en théorie il restait, du moins dans les cérémonies, le premier magistrat[20].
2. La convergence et la réciprocité des intérêts des Ducs et des Lignages
3. Le fait que Bruxelles soit d'abord de fait puis de droit la capitale du Duché (aux dépens de Louvain), siège du souverain et de sa cour et, à partir de 1463, siège du Conseil souverain de Brabant.

## Comparaison avec les autres grandes villes du Duché
Voir : Louis-Prosper Gachard, Collection de documents inédits concernant l'histoire de la Belgique, tome troisième, Bruxelles, Louis Hauman, 1835, p. 15.

## Mandataires
De la liste des mandataires connus, l'on peut dégager quelques patronymes récurrents et quelques personnalités connues indépendamment des mandats qu'elles ont exercés.
Familles
- Famille d'Aa
- Famille de Cupis de Camargo
- Famille de Gottignies
- Famille t'Kint
- Famille de Keghel
- Famille Leyniers
- Famille Pipenpoy
- Famille Sweerts
- Famille de Villegas
- Famille Van Volxem
- Famille Wielemans

Sur base des données disponibles, quatre familles ont obtenu plus d'une centaine de mandats : les familles Pipenpoy (120), Vanden Heetvelde (126), de Mol (135) et Vander Noot (213).
Mandataires
- Gabriel van Bemmel, écrivain latin, secrétaire, bourgmestre des Nations en 1590.
- Wilhelmus Bloemart, échevin.
- Alexandre-Michel-Joseph Cano, Échevin, Bourgmestre et Trésorier entre 1720 et 1749.
- Pierre Van Dievoet, sculpteur, conseiller de 1723 à 1725.
- Arnt van der Dussen, tapissier, conseiller.
- Gilles van den Eynde, architecte, conseiller de 1717 à 1723.
- Jean de Locquenghien a occupé et cumulé de nombreux mandats durant 30 ans : échevin en 1547, 1er surintendant du Canal de 1550 à sa mort en 1574, bourgmestre en 1550 et 1553, et receveur en 1551 et 1552.
- Frédéric de Marselaer, alternativement échevin, surintendant du canal, trésorier et bourgmestre entre 1618 et 1656.
- Philips Numan, écrivain, secrétaire.
- Ferdinand Rapedius de Berg, écrivain, amman de Bruxelles.
- Jean Van Ruysbroeck, architecte, conseiller en 1421.
- Éverard t'Serclaes, échevin.

À gauche, le bourgmestre des Lignages Henri-Ferdinand-Joseph de Locquenghien, nommé bourgmestre le 23 décembre 1789, accompagné du magistrat de Bruxelles, présente les clefs de la ville au maréchal Bender le 2 décembre 1790.
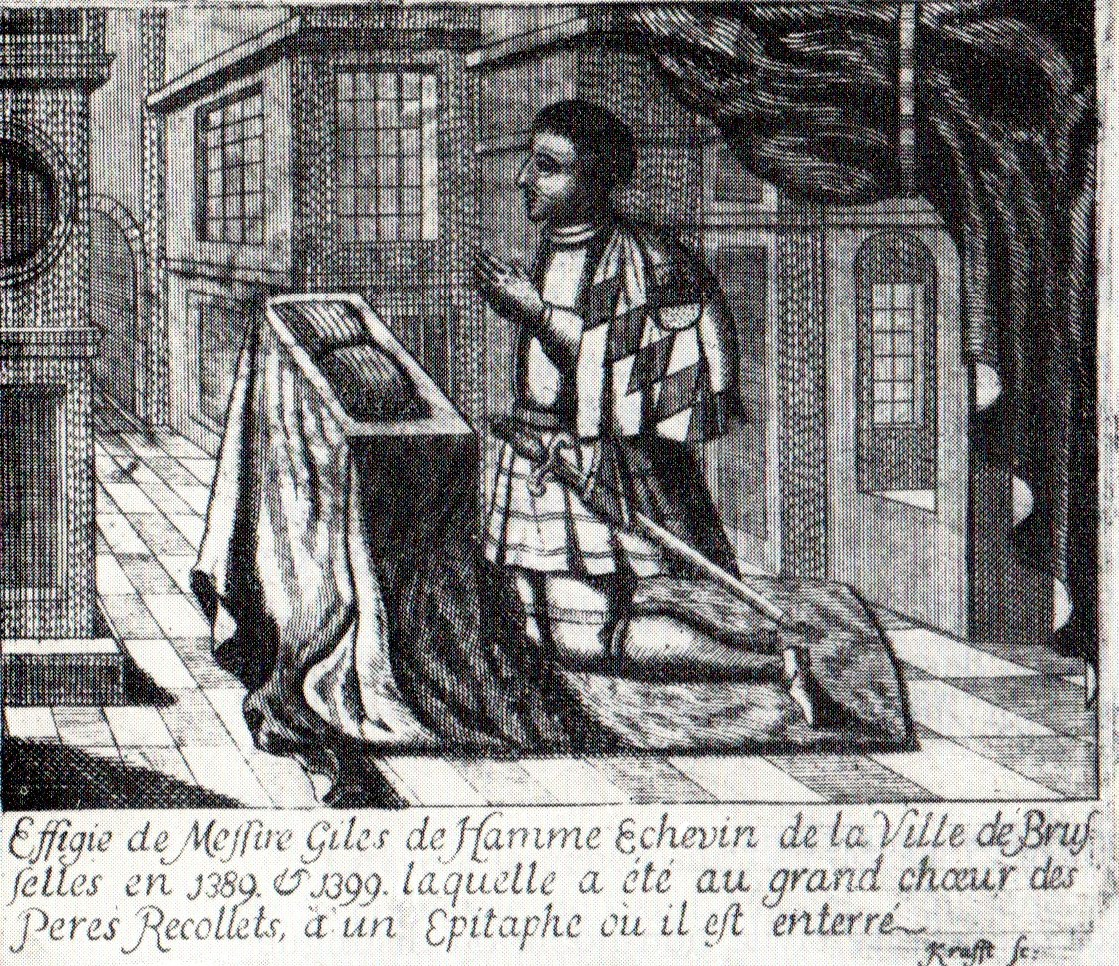
Gilles van Hamme, échevin de Bruxelles du  lignage Roodenbeke en 1389 et 1399.
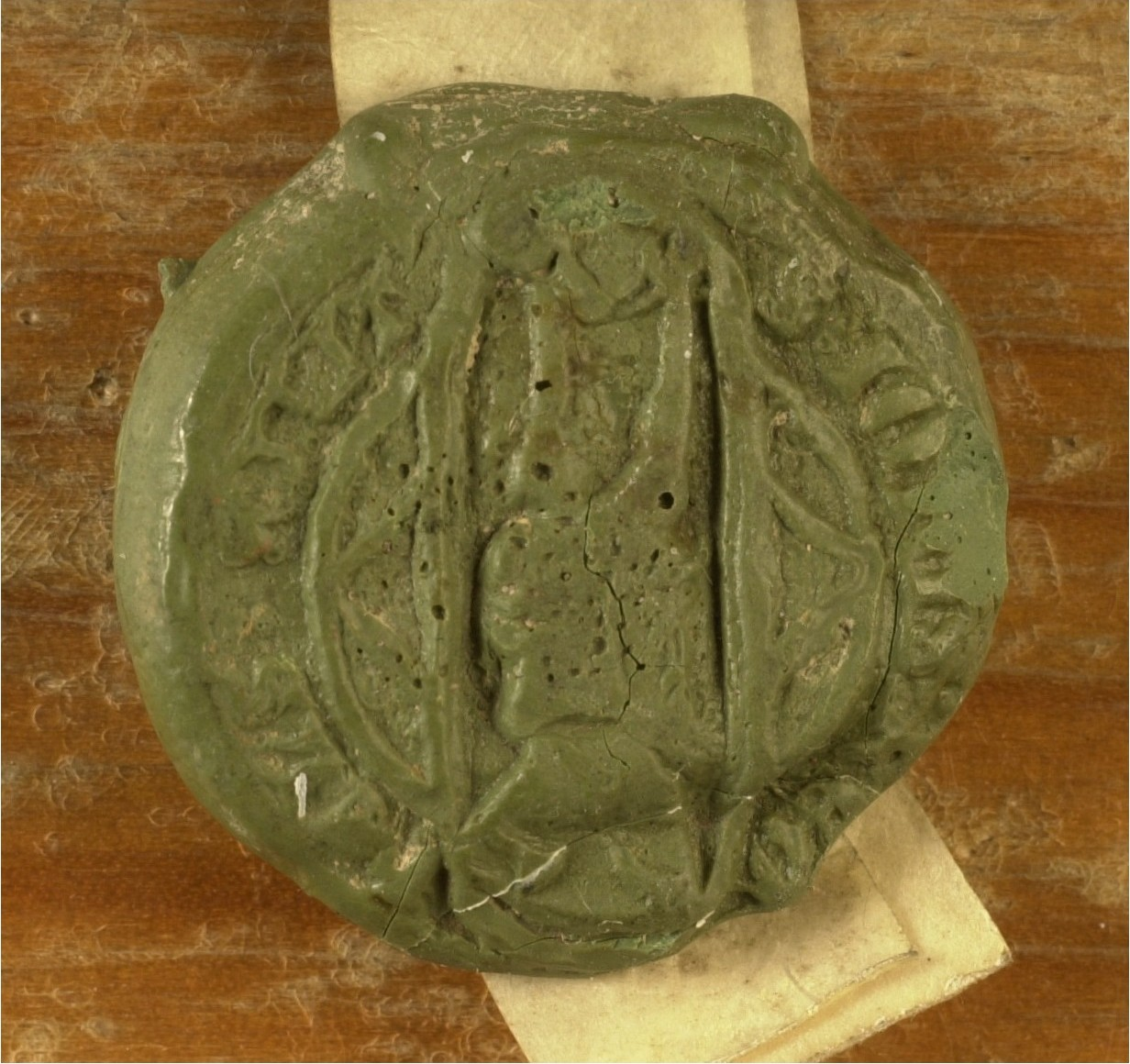
Sceau de Jean de Keghel, chevalier, échevin en 1393.
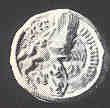
Sceau Pierre Pipenpoy, échevin en 1415.

## Sources et bibliographie

### Sigillographie
- René Laurent, Les sceaux de Bruxelles (XIIIe-XVIIIe siècles), dans : Cahiers bruxellois, t. XXIII, 1978, p. 5-22.
- René Laurent, Les sceaux de Bruxelles (XIIIe-XVIIIe siècles), dans : Miscellanea Archivistica, t. XXXIII, Archives générales du Royaume, 1982, p. 49-74.
- René Laurent et Claude Roelandt, Les échevins de Bruxelles (1154-1500) : leurs sceaux (1239-1500), Bruxelles, Archives générales du Royaume, 2010, 3 vol.

### Sources duXXIesiècle
- Paulo Charruadas, Aux origines de l'aristocratie bruxelloise : répertoire prosopographique (XIe – XIIIe siècles), Bruxelles, Archives générales du Royaume, 2012. Lire en ligne.

### Sources duXXesiècle
- F. Favresse, Le Conseil de Bruxelles (1282-1421), Revue belge de philologie et d'histoire, 1930 (vol. 9), no 1, p. 139-148.
- Tablettes du Brabant. Généalogie. Histoire. Héraldique. Publiées sous la direction de Cl.-R. Paternostre de la Mairieu, 1956-?
- Les jetons de l'administration du canal de bruxelles aux XVIe et XVIIe siècles, Société royale de numismatique, Revue belge de numismatique et de sigillographie, 1911.

### Sources duXIXesiècle
- Alexandre Henne et Alphonse Wauters, Histoire de la Ville de Bruxelles, Bruxelles, Librairie encyclopédique de Périchon, 1845, 3 vol. (vol. 1 ; vol. 2), (vol. 3).
  - Liste des ammans, vol. 2, p. 506-507. Les auteurs signalent que la liste est encore incomplète mais qu'elle améliore déjà celles publiées par Erycius Puteanus, Fr. Butkens (Trophée du Brabant), de Cantillon (Les Délices du Brabant) et Christyn (Coutumes de Bruxelles) ; ils se sont entre autres servis d'une liste manuscrite appartenant à Félix-Victor Goethals.
  - Magistrats de Bruxelles (bourgmestres, échevins, conseillers, receveurs et blasons), vol. 2, p. 509-561.
- [AW] Alphonse Wauters, Les plus anciens échevins de la ville de Bruxelles : essai d'une liste complète de ces magistrats pour les temps antérieurs à 1339, dans : Annales de la Société royale d'archéologie de Bruxelles, tome VIII, 1894, p. 315-331, 426-441 et tome IX, 1895, p. 59-76.
- Alphonse Wauters, Les libertés communales : essai sur leur origine et leurs premiers développements en Belgique, dans le nord de la France et sur les bords du Rhin., A. N. Lebègue et Cie, Bruxelles, 1878, 1re et 2e partie

### Sources duXVIIIesiècle
- F. Christophre Butkens, Trophées tant sacrés que profanes du duché de Brabant, tome II, La Haye, Chrétien Van Lom, 1724
  - [BE] Liste des échevins de la ville de Bruxelles depuis l'an 1339, p. 429-472.
  - [BS] Liste des superintendants du Rivage, de la ville de Bruxelles depuis l'an 1589, le 21 août, p. 473-474.
- De Cantillon, Délices du Brabant et de ses campagnes, vol. 4, Amsterdam, 1757.
  - [CA] Liste des ammans (1100-1500), annexe, p. 14-19.
  - [CB] Liste de bourgmestres des Lignages (1421-1599), annexe, p. 19-27.
  - [CS] Liste des surintendants du canal (1589-1716), annexe, p. 27-30.Cette liste est entièrement intégrée dans le tableau des mandataires.
- Des officiers de la ville de Bruxelles. In : Nouveau coutumier général, Charles A. Bourdot de Richebourg, tome premier, Paris, Michel Brunet, 1724, p. 1235 et sq.
- Pompe funèbre de (...) Charles VI, empereur des Romains, Bruxelles, François Claudinot, approbation du 12 janvier 1741. Contient, p. 18, un aperçu complet du Magistrat de Bruxelles en janvier 1741.
- Description de la ville de Bruxelles, Bruxelles : George Frix, 1743 (p. 54 à 48, description du Magistrat de Bruxelles et des Lignages) GoogleLivre. Lire en ligne.
- Description de la ville de Bruxelles : enrichie du plan de la ville et de perspectives, Bruxelles, J. L. De Boubers, 1782. Lire dans GoogleBooks.
- Le guide fidèle contenant la description de la ville de Bruxelles tant ancien que moderne, celle de ses faubourgs et de ses huit chef-mayeries, savoir Vilvorde, Grimberghe, Gaesbecke, Rode, Assche, Merchtem, Campenhout et Capelle, Bruxelles, 1788, lire dans GoogleBooks.
- Fasti Senatorii et Consulares Bruxellenses, avec une préface de Frédéric Bocquet : "Présentation du registre 3366bis conservé aux Archives de la Ville de Bruxelles", Bruxelles, 2011 (Reproduction d'une liste des bourgmestres et échevins des Lignages avec le dessin de toutes les armoiries des mandataires).